# 庫錫姆伯特山
46°41′31″N 7°11′09″E / 46.691824°N 7.18587°E

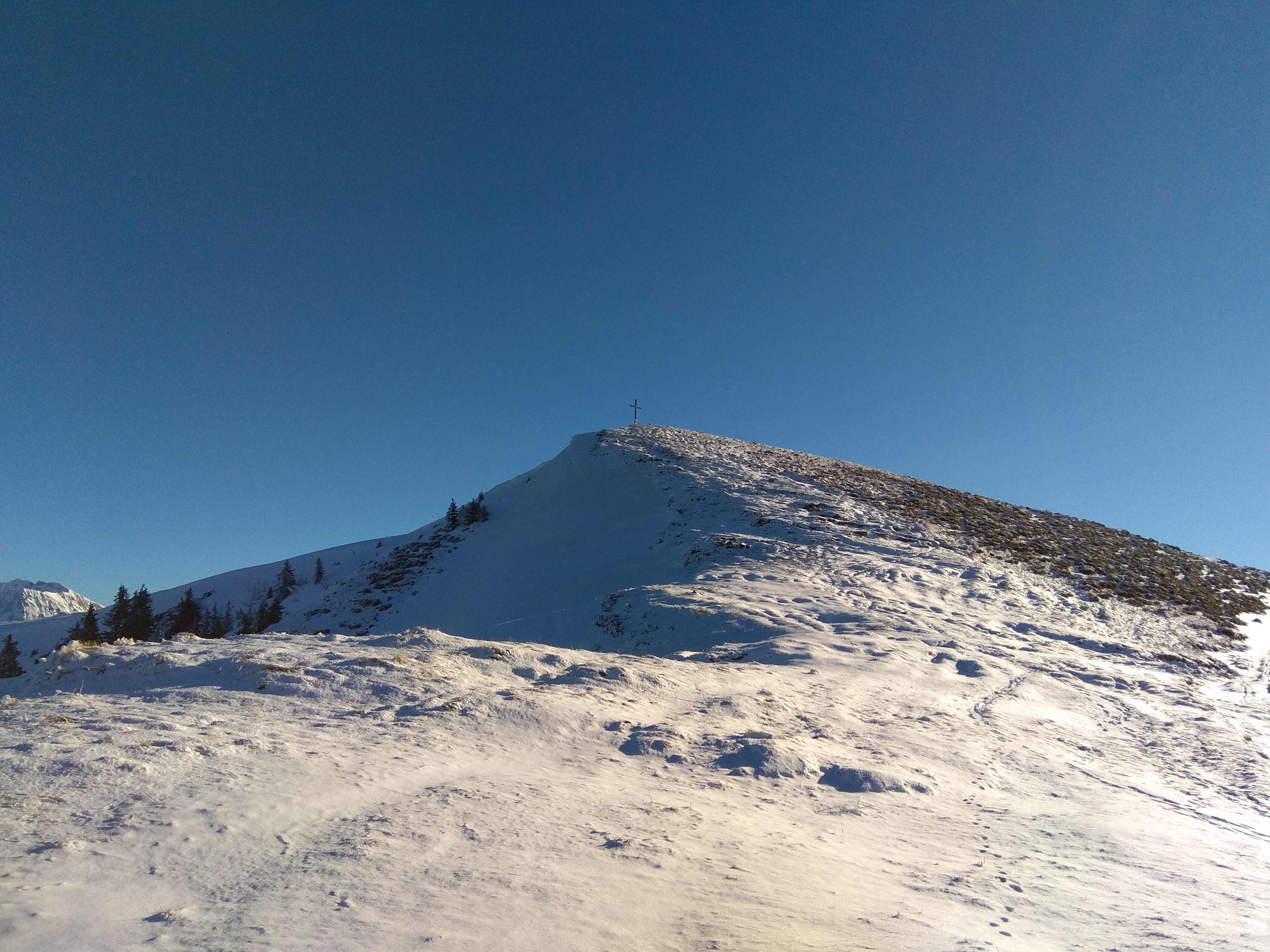

庫錫姆伯特山（Cousimbert），是瑞士的山峰，位於該國西部，由弗里堡州負責管轄，屬於弗賴堡前阿爾卑斯山脈的一部分，處於伯拉山以北，海拔高度1,633米。